# Yang Binyu
Yang Binyu (25 juli 2002) is een Chinese langebaanschaatsster.

## Persoonlijke records
| Afstand    | Tijd    | Datum            | Baan           |
| ---------- | ------- | ---------------- | -------------- |
| 500 meter  | 39,22   | 9 maart 2024     | Inzell         |
| 1000 meter | 1.16,35 | 11 december 2022 | Calgary        |
| 1500 meter | 1.53.98 | 1 februari 2025  | Milwaukee      |
| 3000 meter | 4.01,33 | 26 januari 2024  | Salt Lake City |
| 5000 meter | 7.00,84 | 24 januari 2025  | Calgary        |

(laatst bijgewerkt: 1 februari 2025)

## Resultaten
| Jaar | WK Allround             | WK Afstanden                                               |
| ---- | ----------------------- | ---------------------------------------------------------- |
| 2023 |                         | 15e 1500m 15e 3000m 7e massastart                          |
| 2024 | NC13 (11e, 15e, 13e, -) | 24e 1500m 8e 3000m 7e 5000m 4e massastart 5e achtervolging |
| 2025 |                         | 16e 1500m 11e 3000m 4e massastart 7e achtervolging         |